# 原行星雲

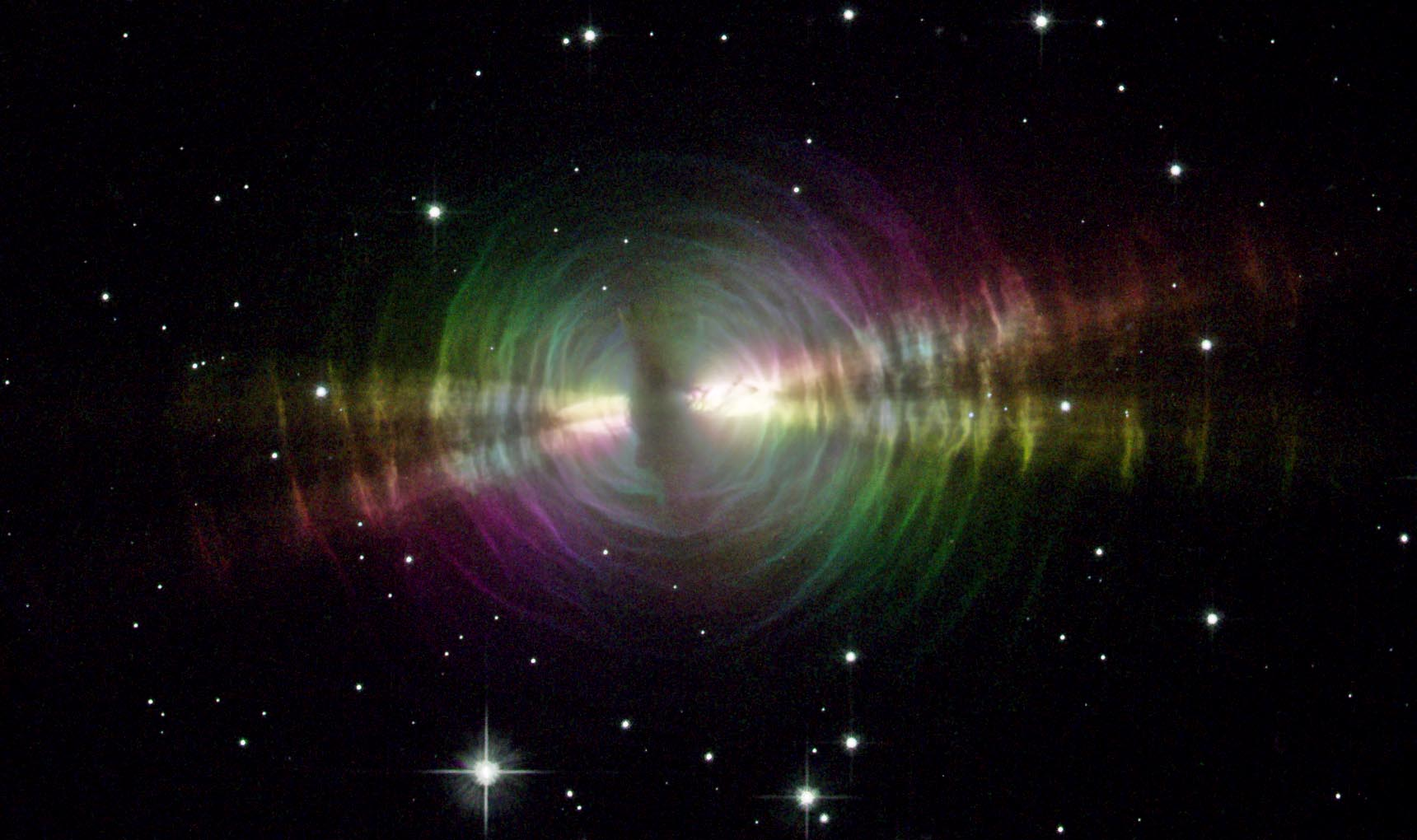
蛋星雲是在天鵝座的一個原行星雲。

原行星雲或前行星雲（英語：-{Protoplanetary nebula
、缩写PPN(Sahai, Sánchez Contreras & Morris 2005)}-）是在恆星演化的過程中，介於漸近巨星分支晚期（LAGB）[a]和隨後的行星狀星雲（PN）之間，生命週期很短的一種天體。一個原行星雲會發射出強烈的紅外線輻射，因而是一種反射星雲。在中等質量恆星（1-8M☉）的生命週期中，它是演化階段中倒數第二亮的(Kastner 2005)。

## 命名
將之稱為原行星雲（protoplanetary nebular）是一個錯誤的選擇，因為經常會和毫無關聯性的另一個項目原行星盤混淆。命名為原行星雲是更早期已經有行星狀星雲的後果，因為早先的天文學家透過望遠鏡發現這類天體與氣體巨星的天王星和海王星在外觀上相似，因此將之命名為行星狀星雲。為了避免混淆，Sahai, Sánchez Contreras & Morris 2005建議使用與其他項目不會重疊的前行星雲；雖然AGB的類別中也包含不會將拋出的物質電離的恆星，但是它們也曾經被認為是位於AGB的天體。

## 演化

### 開始
在漸近巨星分支的晚期，一顆核心質量為0.60 M☉的恆星，氫殼流失的質量大約還剩10−2 M☉時，這顆恆星將開始朝向赫羅圖的藍色一側演化。當氫的氣殼只剩下10−3 M☉時，外殼已經被摧毀掉，因此被認為不可能再損失更多的質量。在這個階段，恆星的有效溫度（T*）大約在5,000 K，被定義為LAGB的結束和PPN開始(Davis et al. 2005)。

### 原行星雲階段
在接下來的原行星雲階段，包層的氫燃燒的結果是在中心恆星的有效溫度會繼續上升。在這個階段，中心恆星的溫度仍然太低，還不足以使早先在AGB階段被拋出去，緩慢移動的拱星包層電離。然而，受中心恆星驅使的恆星風看似以高速撞擊這些包層，並且使得緩慢移動的AGB拋出物受到牽引而產生高速的分子風。在1998年至2001年間，對高解析影像的研究和觀察，顯示出在原行星雲迅速演變的最後階段塑造出隨後的行星狀星雲的形狀。在這個階段或是就在漸近巨星分支的包層分離之後，包層的形狀從球對稱改變為軸對稱。最後的型態是雙極、多節的噴流和赫比格-哈羅-像是“弓形激震波”，這些形狀在PPN還很年輕時就成形了(Davis et al. 2005)。

### 結束
原行星雲階段會持續至中心恆星的溫度達到約30,000K，並且熱到足以（產生足夠的紫外線輻射）使拱星雲電離而成為被稱為行星狀星雲的一種發射星雲。這種轉變耗費的時間大約少於10,000年，或是拱星包層的密度低於行星狀星雲的門檻，大約每立方公分100個分子，就沒有行星狀星雲能產生。像這樣的狀況有時指的是'懶散行星狀星雲'. (Volk & Kwok 1989)。

## 现代研究
在2001年，伯野洛白（Bujarrabal）等人發現他們觀測到原行星雲中快速的CO風所具有的高動能和能量，與Kwok等人（1978年）交互作用恆星風的模型是不一致的。這提示了理論學家（Soker & Rappaport 2000; Frank & Blackmann 2004）是否有吸積盤的需求，相似的模型被用來解釋活躍星系核和年輕恆星的噴流，能否估計在許多原行星雲中看見的噴流和高度準直的點對稱性。在這樣的模型，吸積盤通過雙極的交互作用形成。從盤表面發射的磁離心發電機是可能將重力能量轉換成高速風的動能。如果這個模型是正確的，磁流體動力學（MHD）將可確定（推斷）前行星雲流出的能量和準直性，然後他們也能測定這些流體中震波的物理性質，進而確認連帶著震波的發射區域的高解析圖片(Davis et al. 2005)。

## 註解
1. ^ The late asymptotic giant branch begins at the point on the asymptotic giant branch （AGB）where a star is no longer observable in visible light and becomes an infrared object. (Volk & Kwok 1989)